# Placiphorella velata
Placiphorella velata is een keverslakkensoort uit de familie van de Mopaliidae. De wetenschappelijke naam van de soort is voor het eerst geldig gepubliceerd in 1879 door Carpenter MS, Dall.